# Артамонов, Олег Витальевич
Олег Витальевич Артамонов (род. 23 декабря 1977, Уфа) — российский хоккеист, нападающий.

## Биография
Воспитанник «Салавата Юлаева». Выступал за команды «Новойл» (1992/93 — 1997/98) и «Салават Юлаев» (1994/95 — 1996/97); в «бронзовом» сезоне 1996/97 провёл 10 матчей. В сезоне 1998/99 чемпионата Беларуси сыграл семь матчей за «Неман» Гродно, после чего завершил профессиональную карьеру.